# True Love (Toots & the Maytals)
True Love è un album dei Toots & the Maytals. Si tratta di una raccolta dei loro classici ri-registrati con artisti ospiti tra cui Willie Nelson, Eric Clapton, Jeff Beck, Trey Anastasio, No Doubt, Ben Harper, Bonnie Raitt, Manu Chao, The Roots, Ryan Adams, Keith Richards e The Skatalites. L'album è stato prodotto e concepito da Richard Feldman e pubblicato dall'etichetta V2.
True Love ha vinto il Grammy Award 2005 come miglior album reggae.

## Accoglienza critica
Rivisitando l'album dopo la morte di Toots Hibbert nel 2020, Robert Christgau ha valutato le canzoni di apertura come "gloriose" e ha detto che nel complesso, "con il timbro leggermente meno muscoloso di Hibbert più rudemente pieno di sentimento che mai", questi remake "costituiscono un album più bello che mai".

## Tracce
1. Still Is Still Moving to Me – 3:11
2. True Love Is Hard to Find" – 4:27
3. Pressure Drop – 2:57
4. Time Tough – 3:23
5. Bam Bam – 3:46
6. 54-46 Was My Number – 4:40
7. Monkey Man – 3:39
8. Sweet and Dandy – 3:17
9. Funky Kingston – 4:06
10. Reggae Got Soul – 2:58
11. Never Grow Old – 3:27
12. Take a Trip – 3:57
13. Love Gonna Walk Out on Me – 3:33
14. Careless Ethiopians – 3:20
15. Blame on Me – 3:57
16. Merry Blues – 3:49
17. Reggae Got Soul – 2:54